# Venancio Celestino Orbe Uriarte
Venancio Celestino Orbe Uriarte CP (* 6. April 1927 in Frúniz, Provinz Bizkaia, Spanien; † 18. Juli 2008 in Lima, Peru) war ein spanischer römisch-katholischer Ordensgeistlicher und Prälat von Moyobamba in Peru. 

## Leben
Venancio Celestino Orbe Uriarte trat der Ordensgemeinschaft der Passionisten bei und empfing am 7. August 1949 die Priesterweihe. Er ging anschließend in die Mission.
Am 25. August 1967 wurde er von Papst Paul VI. zum Titularbischof von Naratcata und zum Prälaten der Territorialprälatur Moyobamba in Peru ernannt, einer 1948 erfolgten Ausgliederung aus dem Bistum Chachapoyas. Die Bischofsweihe spendete ihm der Erzbischof von Lima, Juan Kardinal Landázuri Ricketts OFM, am 21. November desselben Jahres; Mitkonsekratoren waren Gregorio Elias Olazar Muruaga CP, Apostolischer Vikar von Yurimaguas, und Victor Garaygordóbil Berrizbeitia, Prälat von Los Ríos in Ecuador. Am 21. November 1977 entfiel aufgrund durch die Kongregation für die Bischöfe geänderter Vergaberichtlinien der Titularsitz.
Am 6. Juni 2000 nahm Papst Johannes Paul II. seinen vorzeitigen Rücktritt an. Er war anschließend Provinzial der Passionisten im Baskenland, Navarra, Peru, Puerto Rico und der Dominikanischen Republik.
2002 wurde Orbe Uriarte in Anerkennung seiner großen Dienste an der Kirche in Peru von der peruanischen Bischofskonferenz mit der Gold-Medaille von Santo Toribio de Mogrovejo ausgezeichnet.